# Iwanie (obwód tarnopolski)
Iwanie (ukr. Івання) – wieś na Ukrainie w rejonie krzemienieckim należącym do obwodu tarnopolskiego.